# Liste polnischer Maler
Polnische Maler, alphabetisch

## A
- Piotr Abraszewski (1905–1996)
- Julia Acker (1898–1942)
- Jankel Adler (1895–1949)
- Tadeusz Ajdukiewicz (1852–1916)
- Zygmunt Ajdukiewicz (1861–1917)
- Kazimierz Alchimowicz (1840–1916)
- Michał Elwiro Andriolli (1836–1893)
- Zygmunt Andrychiewicz (1861–1943)
- Eugeniusz Arct (1899–1974)
- Zofia Atteslander (1874–1924)
- Teodor Axentowicz (1859–1938)

## B
- Władysław Bakałowicz (1833–1903)
- Balthus (1908–2001)
- Józef Bałzukiewicz (1867–1915)
- Stanisław Kaczor Batowski (1866–1946)
- Zdzisław Beksiński (1929–2005)
- Maja Berezowska (1898–1978)
- Henryk Berlewi (1894–1967)
- Jan Betley (1908–1980)
- Henryka Beyer (1782–1855)
- Marcin Bogusławski (* 1980)
- Krzysztof Boguszewski († 1635)
- Anna Bilińska-Bohdanowicz (1857–1893)
- Anton Blank (1785–1844)
- Sascha Blonder (1909–1949)
- Jürgen Bordanowicz (1944–2023)
- Olga Boznańska (1865–1940)
- Józef Brandt (1841–1915)
- Antoni Brodowski (1784–1832)
- Tadeusz Brzozowski (1918–1987)

## C
- Tomasz Ciecierski (1945–2024)
- Jan Chełmińsk (1851–1925)
- Józef Chełmoński (1849–1914)
- Adam Chmielowski (Bruder St. Albert) (1845–1916)
- Wacław Chodkowski (1878–1953)
- Leon Chwistek (1884–1944)
- Jan Ciągliński (1858–1913)
- Andrzej Cisowski (1962–2020)
- Władysław Czachórski (1850–1911)
- Szymon Czechowicz (1689–1775)

## D
- Stanisław Dębicki (1866–1924)
- Tommaso Dolabella (ca. 1570–1650)

## E
- Émile Eisman-Semenowsky (1859–1911)
- Walery Eljasz-Radzikowski (1841–1905)

## F
- Julian Fałat (1853–1929)
- Stefan Filipkiewicz (1879–1944)

## G
- Stanisław Gałek (1876–1961)
- Eugeniusz Geppert (1890–1979)
- Wojciech Gerson (1831–1901)
- Aleksander Gierymski (1850–1901)
- Maksymilian Gierymski (1846–1874)
- Jan Nepomucen Głowacki (1802–1847)
- Tadeusz Gorecki (1825–1868)
- Józef Grassi (1757–1838)
- Artur Grottger (1837–1867)
- Gustaw Gwozdecki (1880–1935)

## H
- Mikołaj Haberschrack (15. Jh.)
- Samuel Hirszenberg (1865–1908)
- Vlastimil Hofman (1881–1970)

## I
- Marian Iwańciów (1906–1971)

## J
- Władysław Jahl (1886–1953)
- Władysław Jarocki (1879–1965)
- Renata Jaworska (* 1979)

## K
- Stanisław Kamocki (1875–1944)
- Alfons Karpiński (1875–1961)
- Apoloniusz Kędzierski (1861–1939)
- Roman Kochanowski (1857–1945)
- Jerzy Kossak (1886–1955)
- Juliusz Kossak (1824–1899)
- Wojciech Kossak (1857–1942)
- Franciszek Kostrzewski (1826–1911)
- Aleksander Kotsis (1836–1877)
- Konrad Krzyżanowski (1872–1922)
- Franciszek Ksawery Lampi (1782–1852)

## L
- Ludwik de Laveaux (1868–1894)
- Jan Lebenstein (1930–1999)
- Tamara de Lempicka (1898–1980)
- Leopold Löffler (1827–1898)
- Włodzimierz Łuskina (1849–1894)
- Władysław Łuszczkiewicz (1828–1900)

## M
- Tadeusz Makowski (1882–1932)
- Jacek Malczewski (1854–1929)
- Rafał Malczewski (1892–1965)
- Władysław Malecki (1836–1900)
- Adam Marczyński (1908–1985)
- Stanisław Masłowski (1853–1926)
- Jan Matejko (1838–1893)
- Józef Mehoffer (1869–1946)
- Piotr Michałowski (1800–1855)
- Marian Mokwa (1889–1987)
- Aleksander Mroczkowski (1850–1927)

## N
- Nikifor (1895–1968)
- Jerzy Nowosielski (1923–2011)

## O
- Edward Okuń (1872–1945)
- Napoleon Orda (1807–1883)
- Aleksander Orłowski (1777–1832)

## P
- Józef Pankiewicz (1866–1940)
- Fryderyk Pautsch (1877–1950)
- Wacław Pawliszak (1866–1905)
- Józef Peszka (1767–1831)
- Antoni Adam Piotrowski (1853–1924)
- Maksymilian Antoni Piotrowski (1813–1875)
- Kazimierz Pochwalski (1855–1940)
- Władysław Podkowiński (1866–1895)
- Piotr Potworowski (1898–1962)
- Wiesław Prędyś (1954–2003)
- Zbigniew Pronaszko (1885–1958)
- Witold Pruszkowski (1846–1896)

## R
- Stanisław Radziejowski (1863–1950)
- Henryk Rodakowski (1823–1894)
- Jan Rosen (1854–1936)
- Ferdynand Ruszczyc (1870–1936)
- Lucja Radwan (1951)

## S
- Stanisław Samostrzelnik (ca. 1480–1541)
- Wilhelm Sasnal (* 1972)
- Alfred Schouppé (1812–1899)
- Daniel Schultz (ca. 1615–1683)
- Kazimierz Sichulski (1879–1942)
- Zygmunt Sidorowicz (1846–1881)
- Jerzy Siemiginowski-Eleuter (ca. 1660–1711)
- Henryk Siemiradzki (1843–1902)
- Józef Simmler (1823–1868)
- Władysław Skoczylas (1883–1934)
- Piotr Stachiewicz (1858–1938)
- Jan Stanisławski (1860–1907)
- January Suchodolski (1797–1875)
- Henryk Szczygliński (1881–1944)
- Józef Szermentowski (1833–1876)
- Wacław Szymanowski (1859–1930)
- Władysław Ślewiński (1856–1918)

## T
- Igor Talwinski (1907–1983)
- Włodzimierz Terlikowski (1873–1951)
- Włodzimierz Tetmajer (1861–1923)
- Henryk Tomaszewski (1914–2005)

## V
- Zygmunt Vogel (1764–1826)

## W
- Zygmunt Waliszewski (1897–1936)
- Wojciech Weiss (1875–1950)
- Joachim Weingart (1895–1942)
- Adam Werka (1917–2000)
- Alfred von Wierusz-Kowalski (1849–1915)
- Michał Willmann (1630–1706)
- Stanisław Witkiewicz (1851–1915)
- Stanisław Ignacy Witkiewicz (1885–1939) (Witkacy)
- Wincenty Wodzinowski (1866–1940)
- Witold Wojtkiewicz (1879–1909)
- Leon Wyczółkowski (1852–1936)
- Stanisław Wyspiański (1869–1907)
- Michał Wywiórski (Gorstkin) (1861–1926)

## Z
- Eugeniusz Zak (1884–1926)
- Marcin Zaleski (1796–1877)
- Rajmund Ziemski (1930–2005)
- Franciszek Żmurko (1859–1910)